# ساندرا نيلسون
ساندرا نيلسون (Sandra Neilson) هي لاعبة أولمبية لرياضة السباحة من الولايات المتحدة. شاركت في الأولمبياد الصيفي في 1972، وفازت بما مجموعه 3 ميداليات.

## الميداليات
| ذهب | فضة | برونز | المجموع |
| 3   | 0   | 0     | 3       |

## روابط خارجية
- ساندرا نيلسون على موقع الاتحاد الدولي للسباحة (الإنجليزية)
- ساندرا نيلسون على موقع قاعة مشاهير السباحة العالمية (الإنجليزية)
- ساندرا نيلسون على موقع اللجنة الأولمبية الدولية (الإنجليزية)
- ساندرا نيلسون على موقع أوليمبيديا (الإنجليزية)